# Центральный экономико-математический институт РАН
Центра́льный экономико-математи́ческий институ́т РАН (ЦЭМИ РАН) — научно-исследовательское учреждение Российской академии наук. Проводит исследования в области математической экономики, оптимизации, компьютерного моделирования; эконометрики, прикладной статистики и экономической информатики; макроэкономики, моделирования развития региональных и производственных систем.
На базе ЦЭМИ РАН функционирует экономический факультет Государственного академического университета гуманитарных наук.

## История
ЦЭМИ АН СССР был создан в 1963 году по инициативе академика В. С. Немчинова на базе организованной в 1958 году лаборатории экономико-математических методов. Целью создания института было внедрение математических методов и ЭВМ в практику управления народным хозяйством. С 1965 года в учреждении издаётся научный журнал «Экономика и математические методы».
Первым директором был академик Н. П. Федоренко. В 1985 году его сменил академик В. Л. Макаров, возглавлявший институт до 2017 года. С 2017 г. институт возглавляет член-корреспондент РАН А. Р. Бахтизин (до 2018 г. — исполняющий обязанности директора, затем директор).
В 1964 году создан филиал института в Таллине, а в 1966 году — филиал в Ленинграде. В 1990-е годы на базе отделов ЦЭМИ возникли Институт народнохозяйственного прогнозирования РАН и Институт социально-экономических проблем народонаселения РАН.
В конце 1980-х годов ЦЭМИ сыграл важную роль в интернетизации СССР и затем РФ: на его базе была построена значительная часть компьютерной сети SUEARN, в мире более известной как BITNET. Впоследствии эта сеть была объединена с формировавшимися тогда сетями Интернета, способствовала его популяризации среди россиян и формированию так называемого Рунета.

## Здание

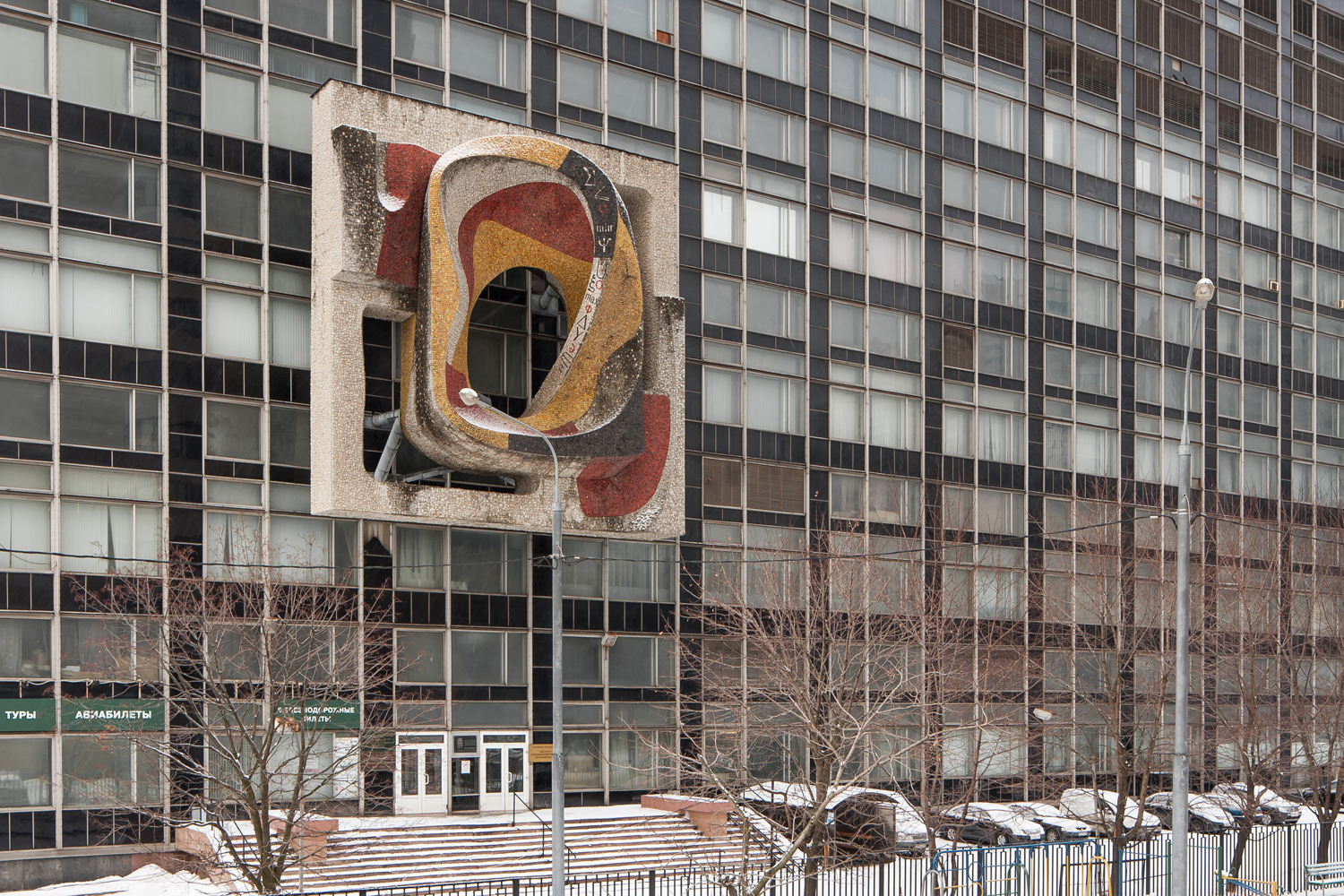
Горельеф «Лента Мёбиуса» над центральным входом

Здание института спроектировано коллективом мастерской № 11 Моспроекта-2 в составе архитекторов Л. Н. Павлова, И. Я. Ядрова, Г. В. Колычевой, Г. Д. Дембовской и инженеров Е. Б. Гармсен, Л. А. Муромцева, В. А. Авербуха, Р. А. Рохваргера. Представляет собой композицию из двух наложенных друг на друга и поставленных на рёбра квадратных пластин: по замыслу авторов в первой должны были расположиться кабинеты учёных, а во второй — компьютеры. Строительство института затянулось с 1966 до 1978 года, и вычислительная техника к тому моменту стала занимать значительно меньшие площади, поэтому первоначальная концепция оказалась излишне щедрой по отношению к ней.
Над входом в институт находится ещё одна квадратная пластина со вписанным в нее мозаичным горельефом — это композиция «Лента Мёбиуса», выполненная в 1976 году художниками Э. А. Жареновой и В. К. Васильцовым. За характерный внешний вид здание получило известность как «дом с ухом».